# Kenwood (Oklahoma)
Kenwood – jednostka osadnicza w Stanach Zjednoczonych, w stanie Oklahoma, w hrabstwie Delaware.